# Eurya sakishimensis
Eurya sakishimensis là một loài thực vật có hoa trong họ Pentaphylacaceae. Loài này được Hatus. mô tả khoa học đầu tiên năm 1960.